# Liste von Flugabwehrkanonen

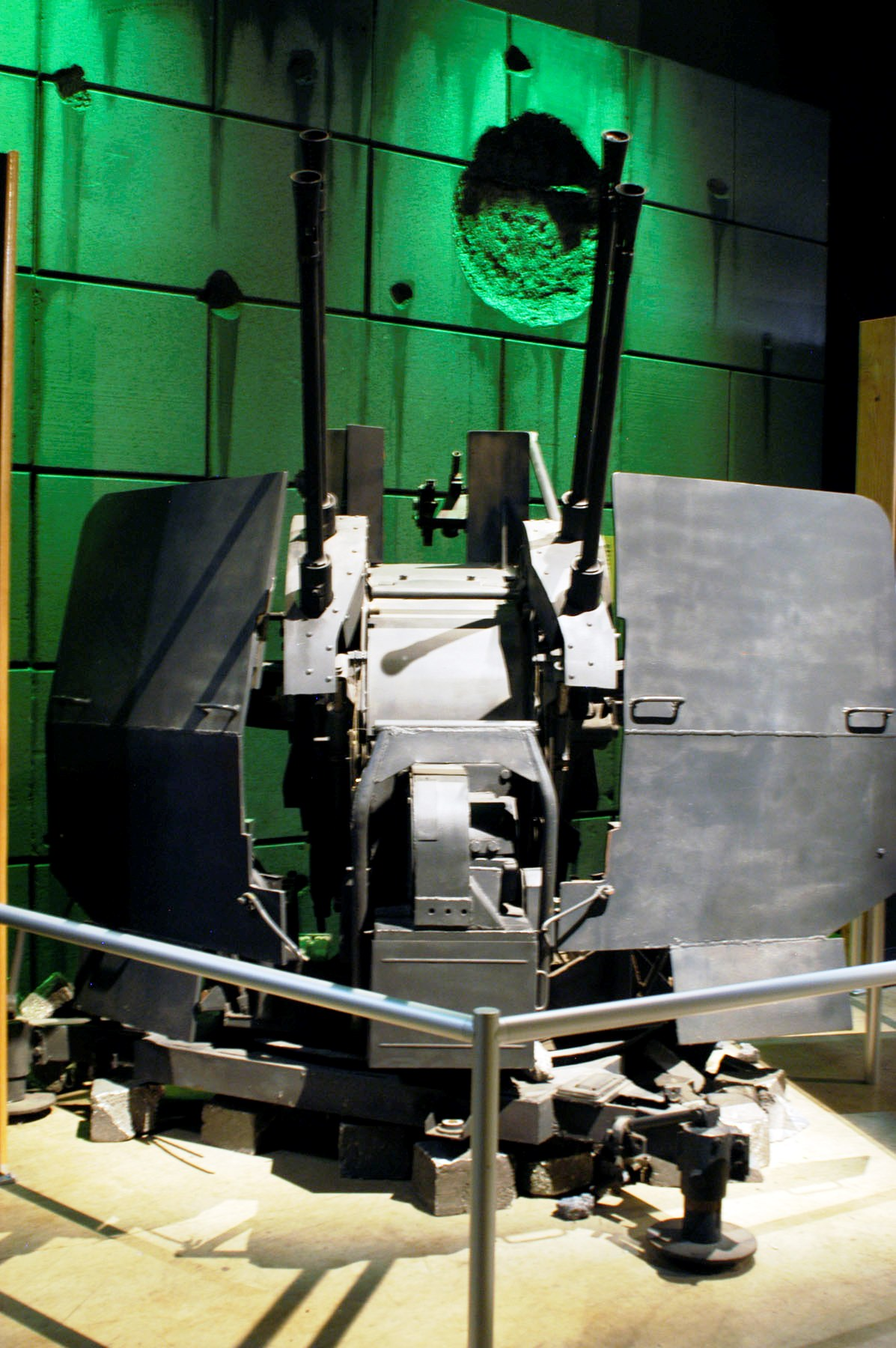
20-mm-Flakvierling 38

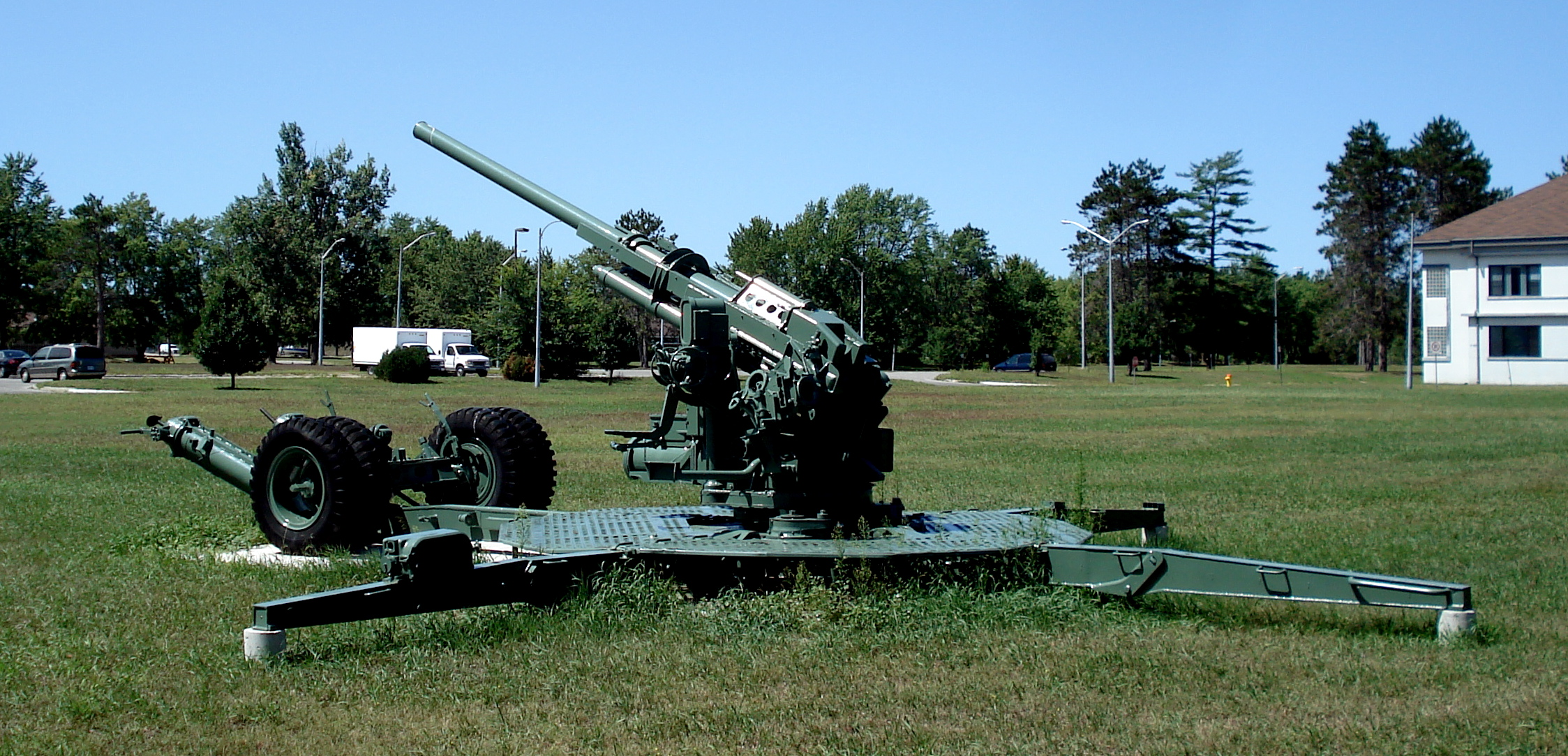
90-mm-Flak M1

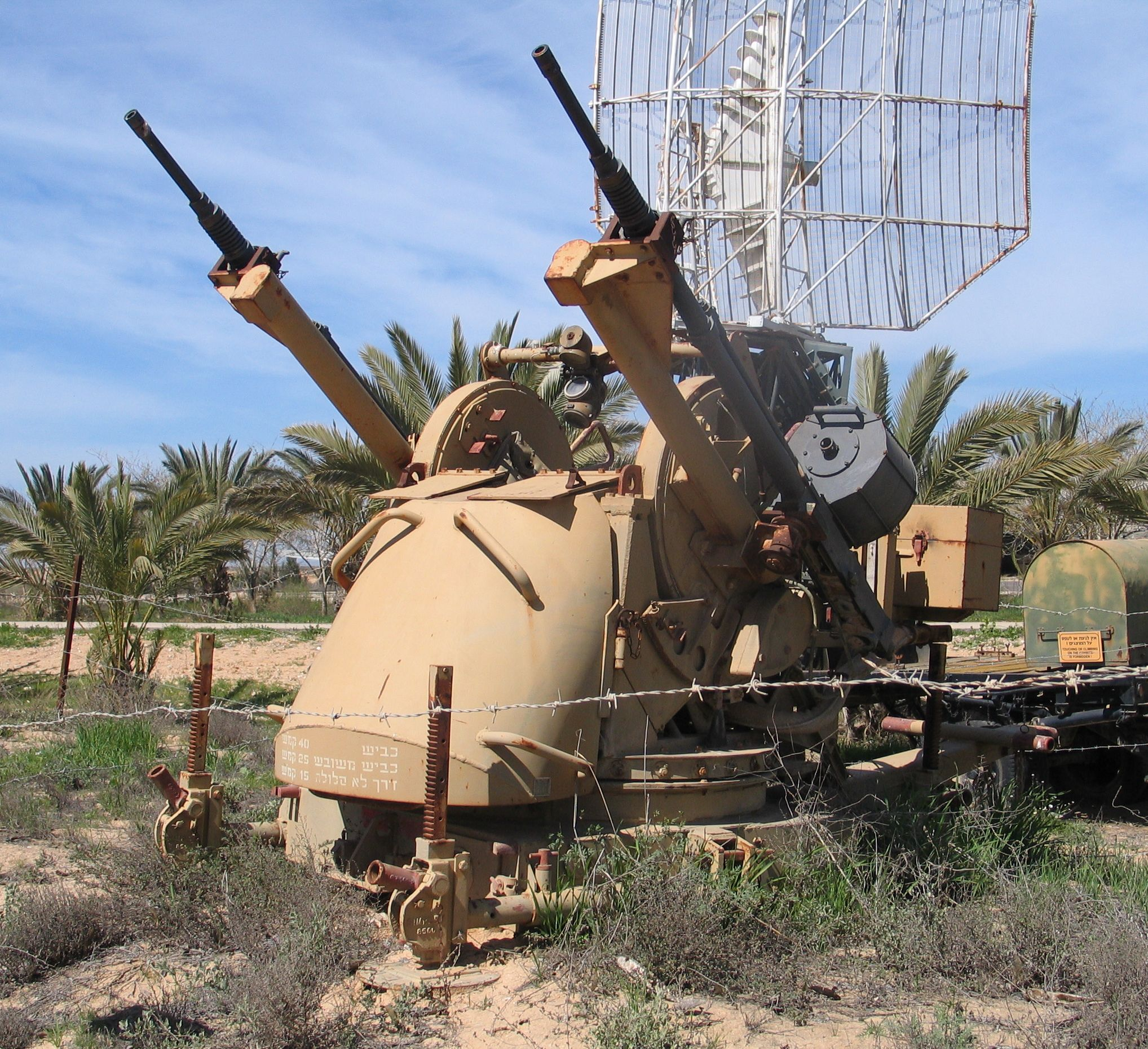
Israelische TCM-20

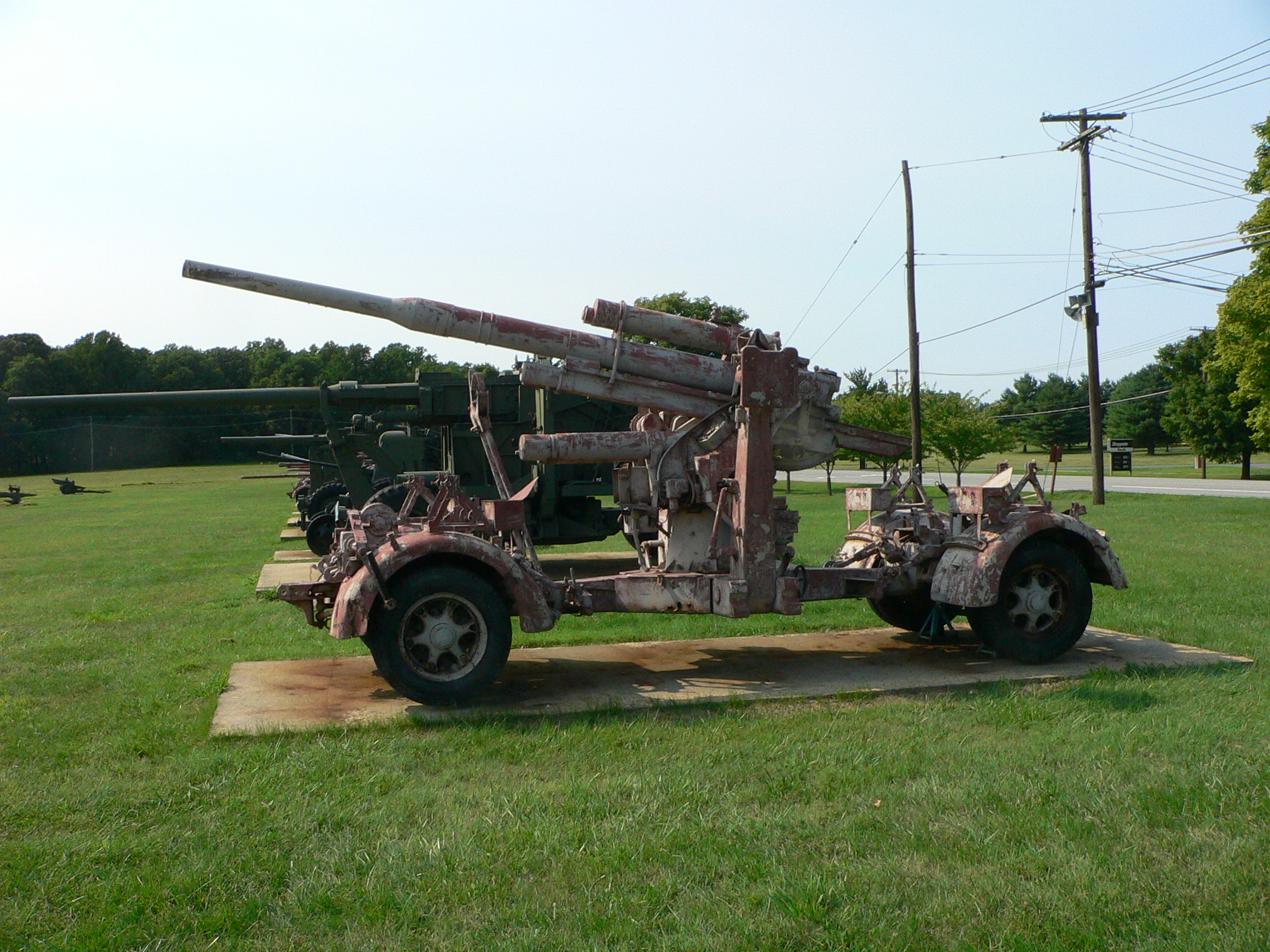
Deutsche 8,8-cm-Flak, von den Soldaten kurz „Acht-Acht“ genannt

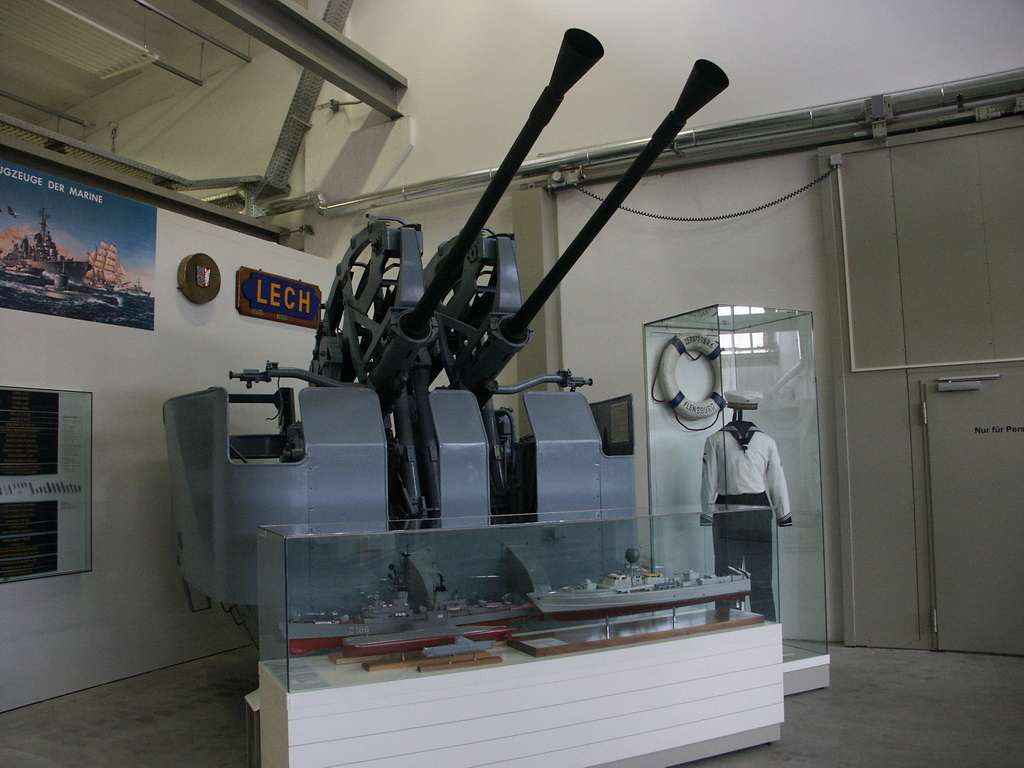
40-mm-Breda L/70, hier als offene Doppellafette (Marinevariante), die Landversion hat einen leicht gepanzerten Kuppelturm

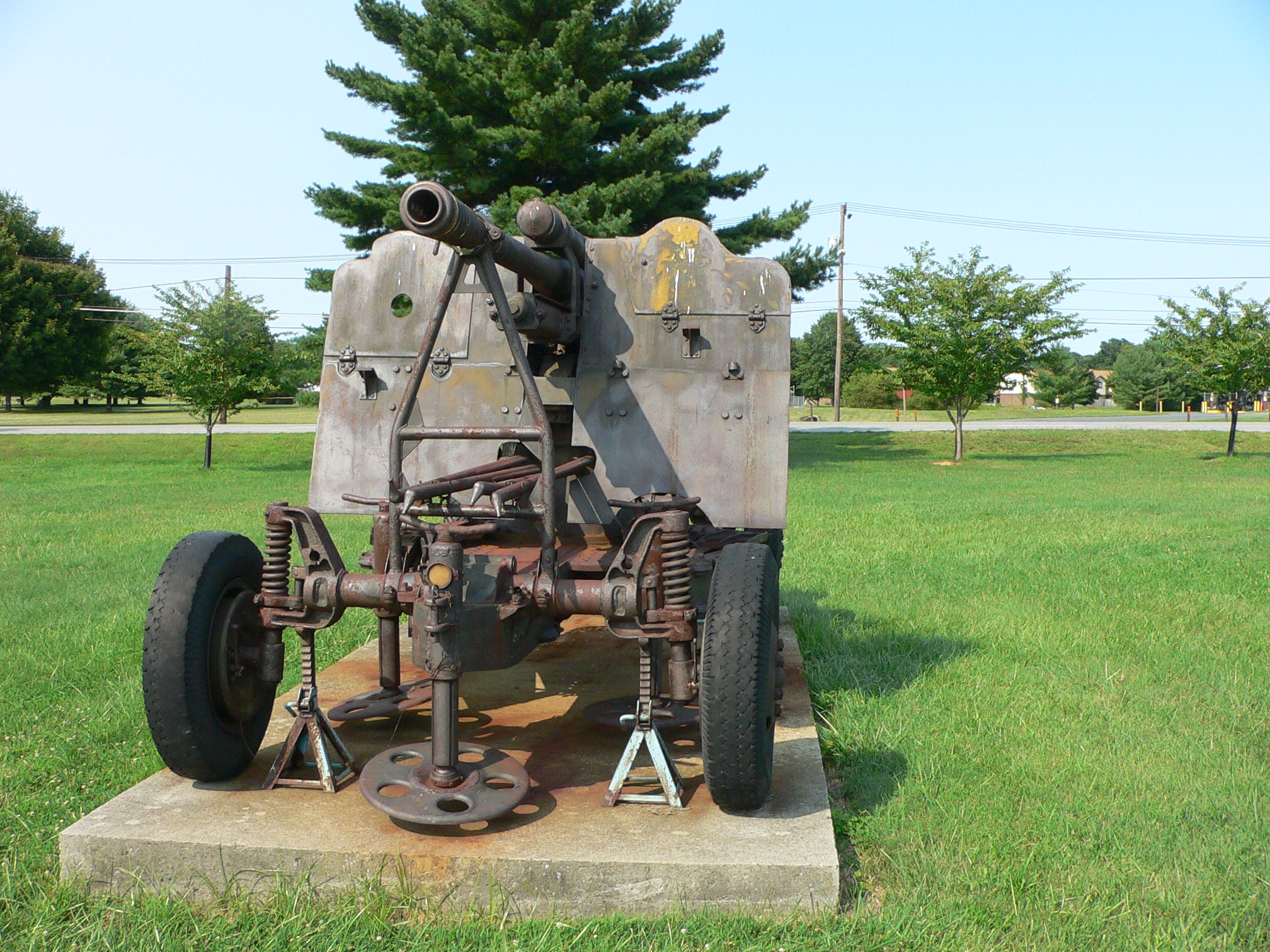
Sowjetische 85-mm-Flak M1939

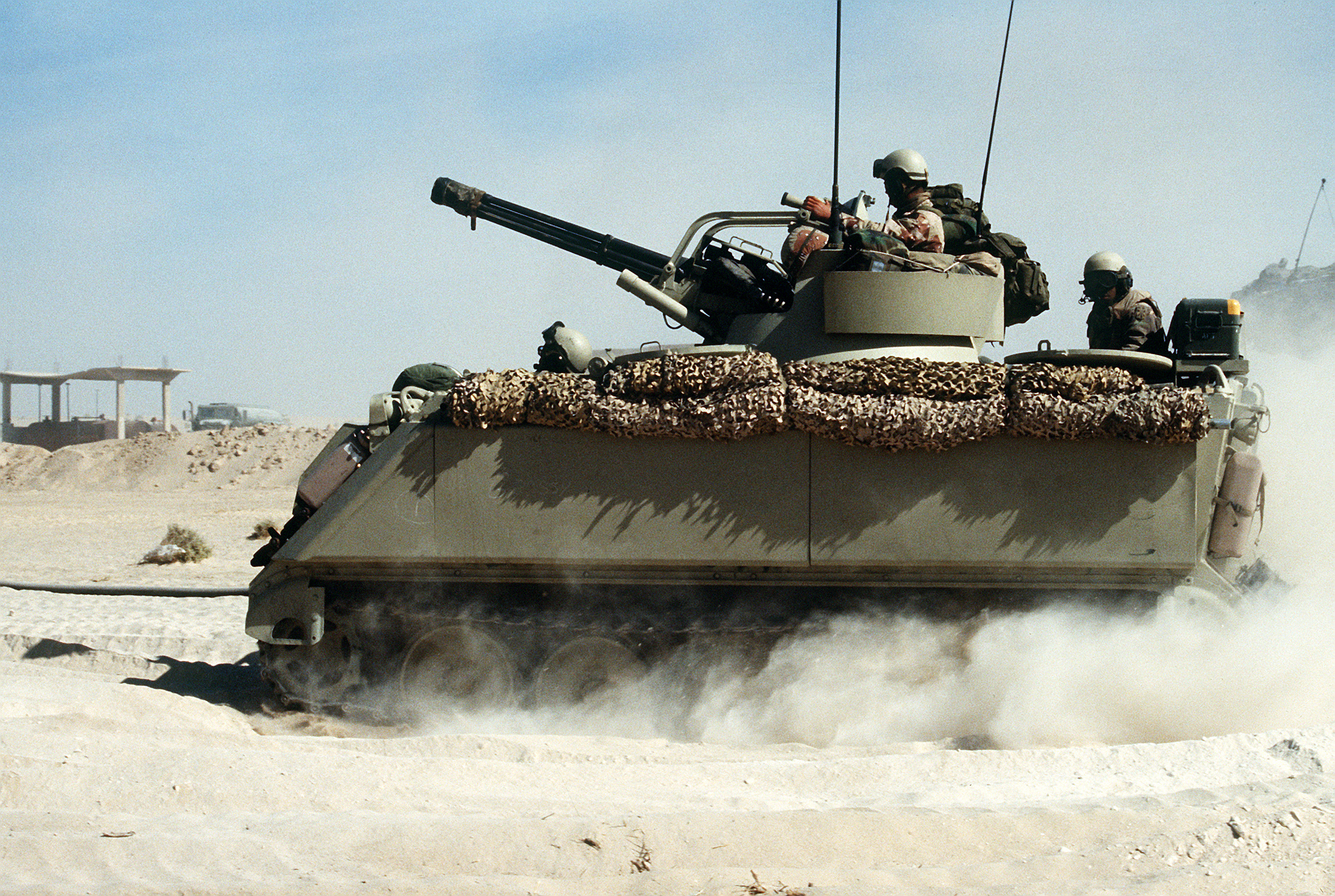
20 mm M163 Vulcan, die gezogene Variante des gleichen Geschützes heißt M167

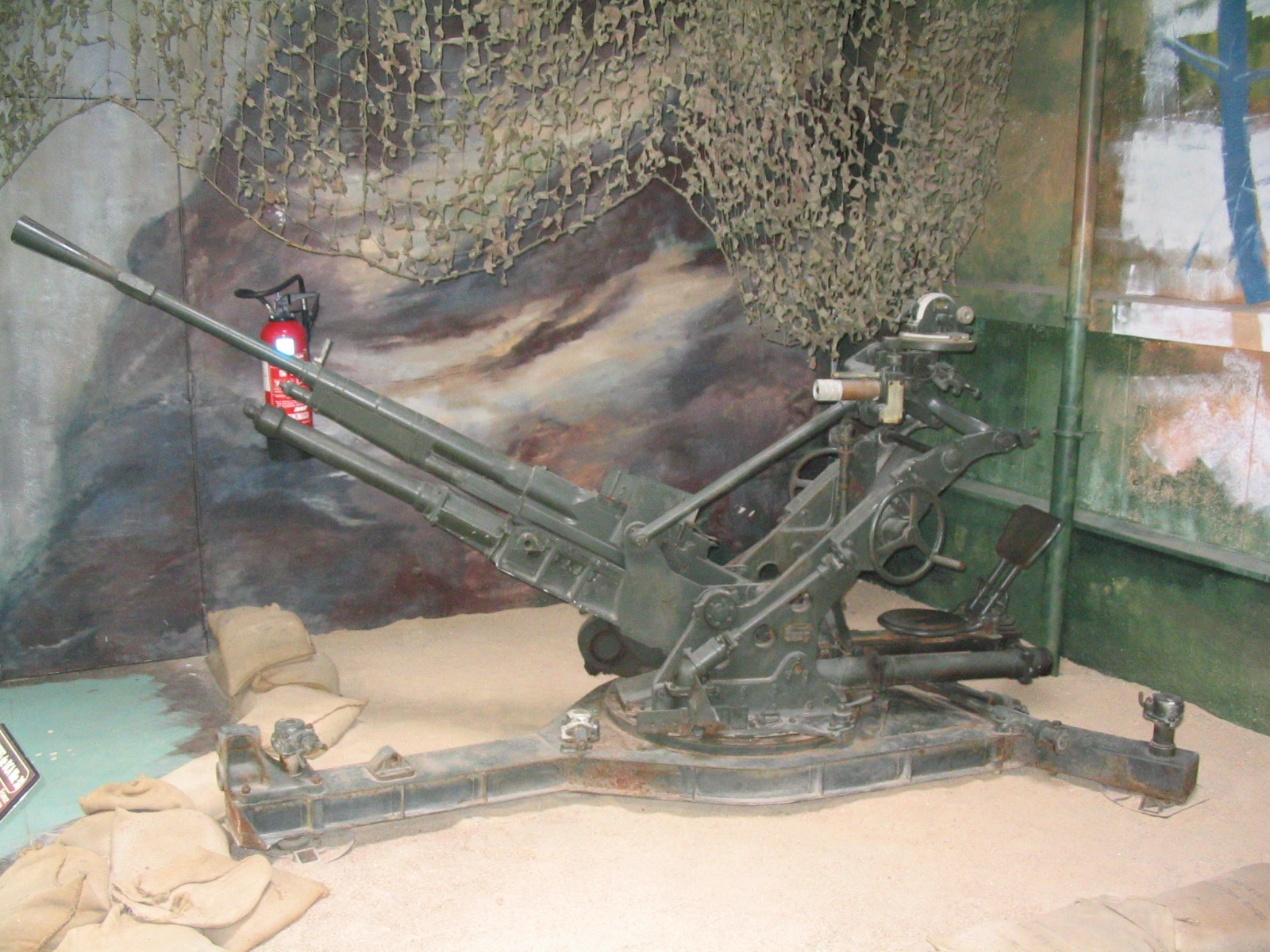
Eine 25 mm CA mle 1939 Hotchkiss-Flugabwehrkanone im Museum Saumur

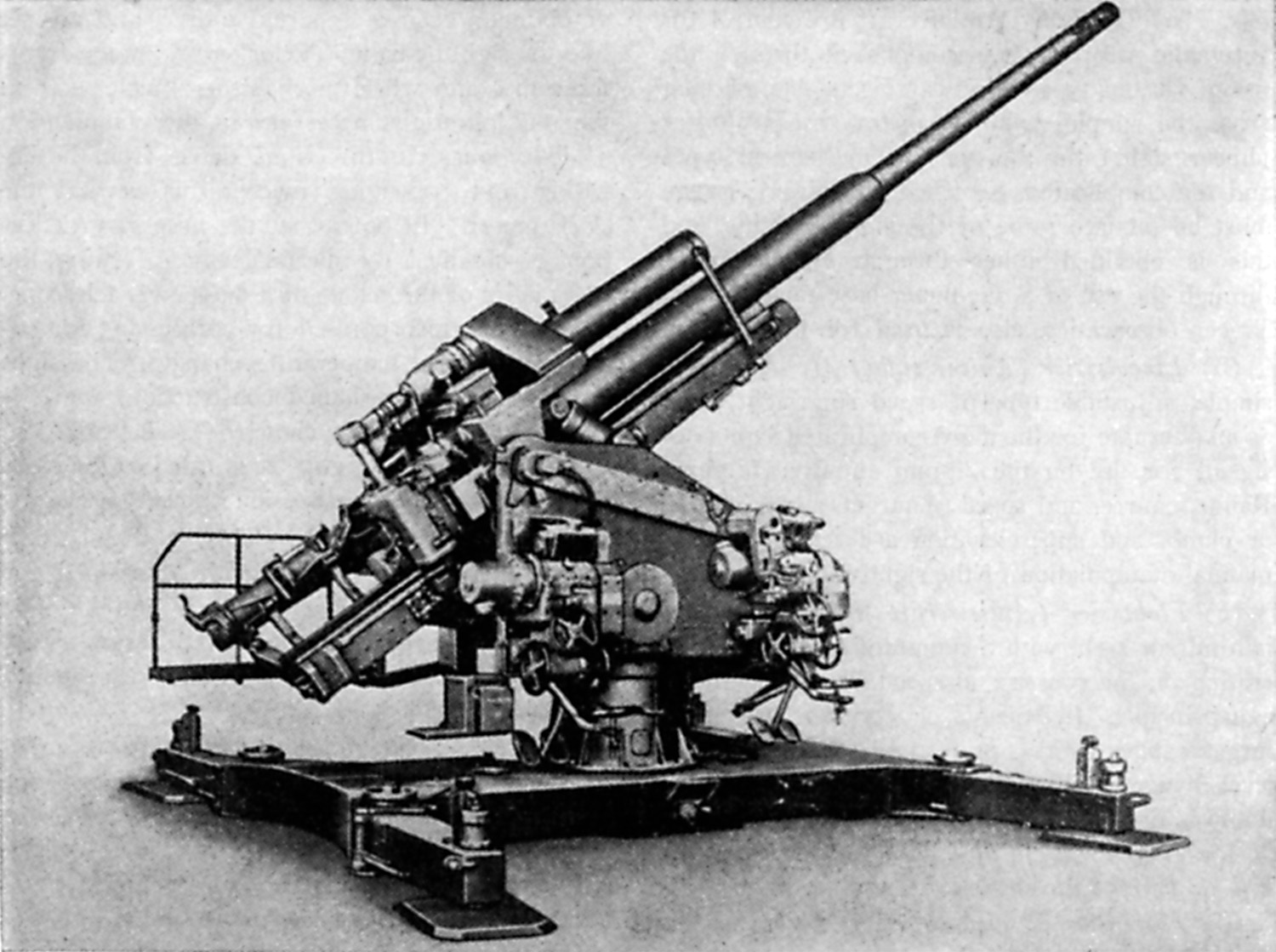
128-mm-Flak 40 auf Kreuzlafette. In dieser Form zur lokalen Luftverteidigung verwendet.

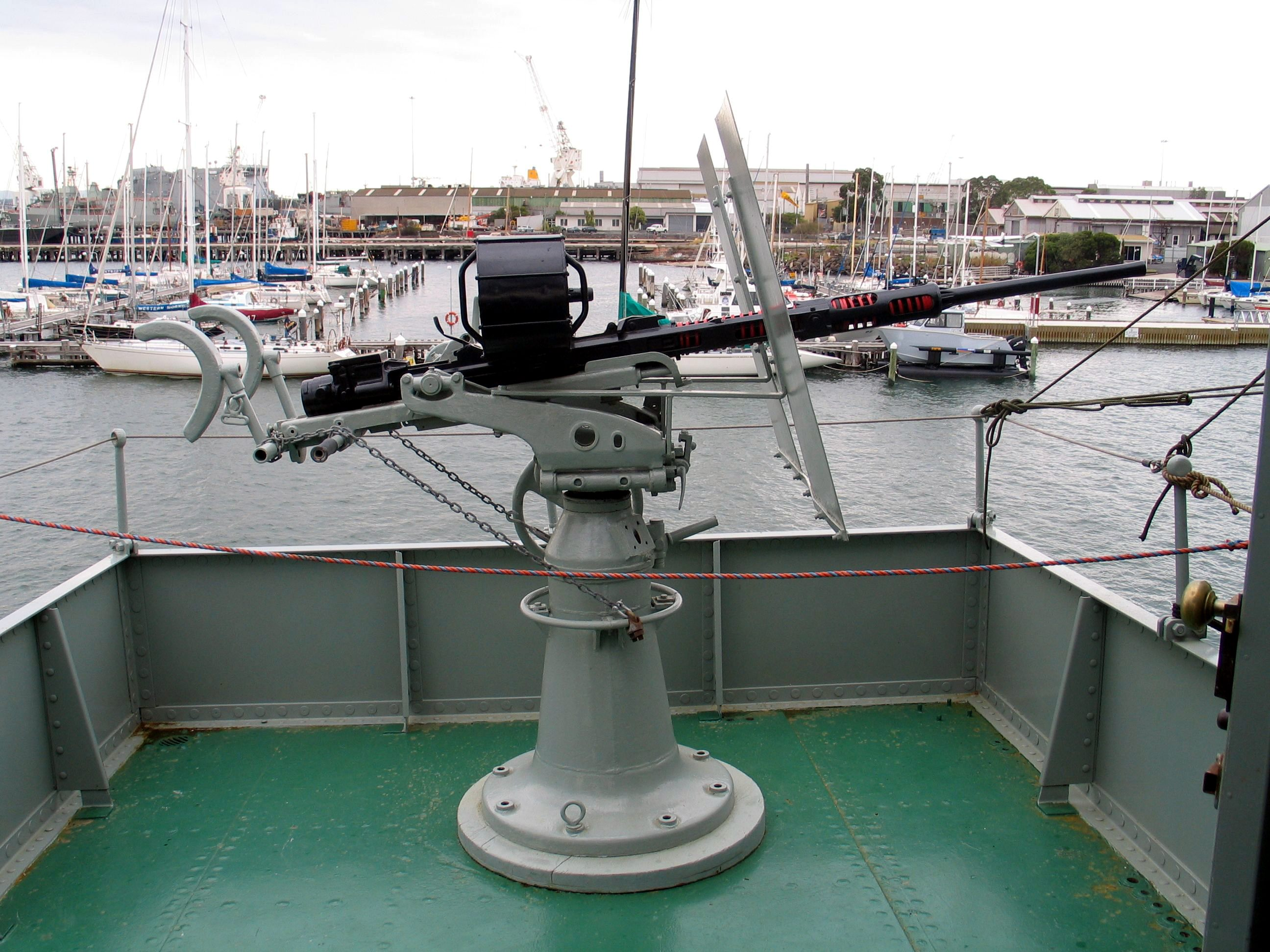
Oerlikon-20-mm-Flak an Bord des Museumsschiffs HMAS Castlemaine

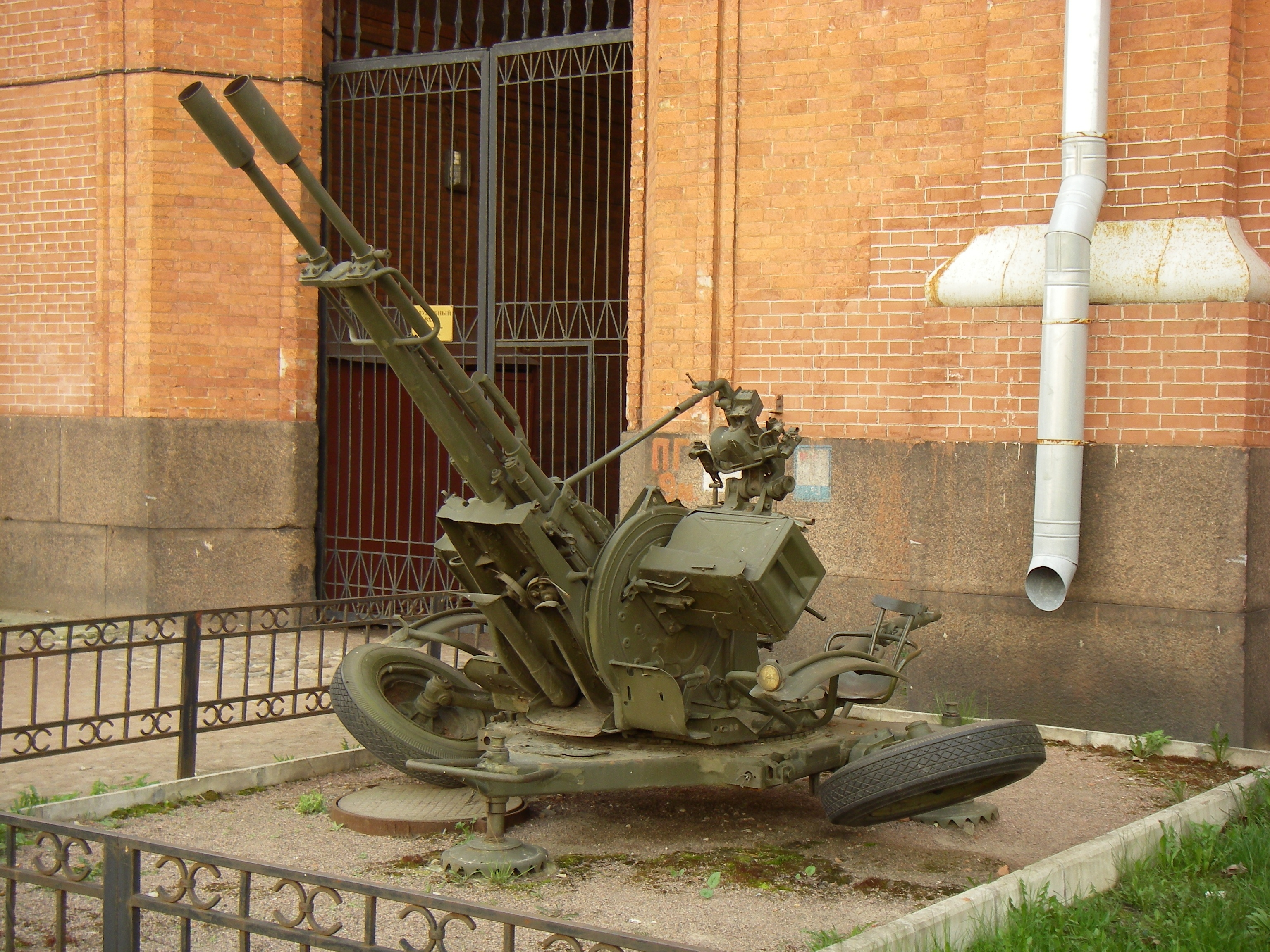
SU-23-2 im Artilleriemuseum St. Petersburg

Die Liste der Flugabwehrkanonen bietet einen Überblick dieser Waffenart, gegliedert nach Zeiträumen und Regionen.

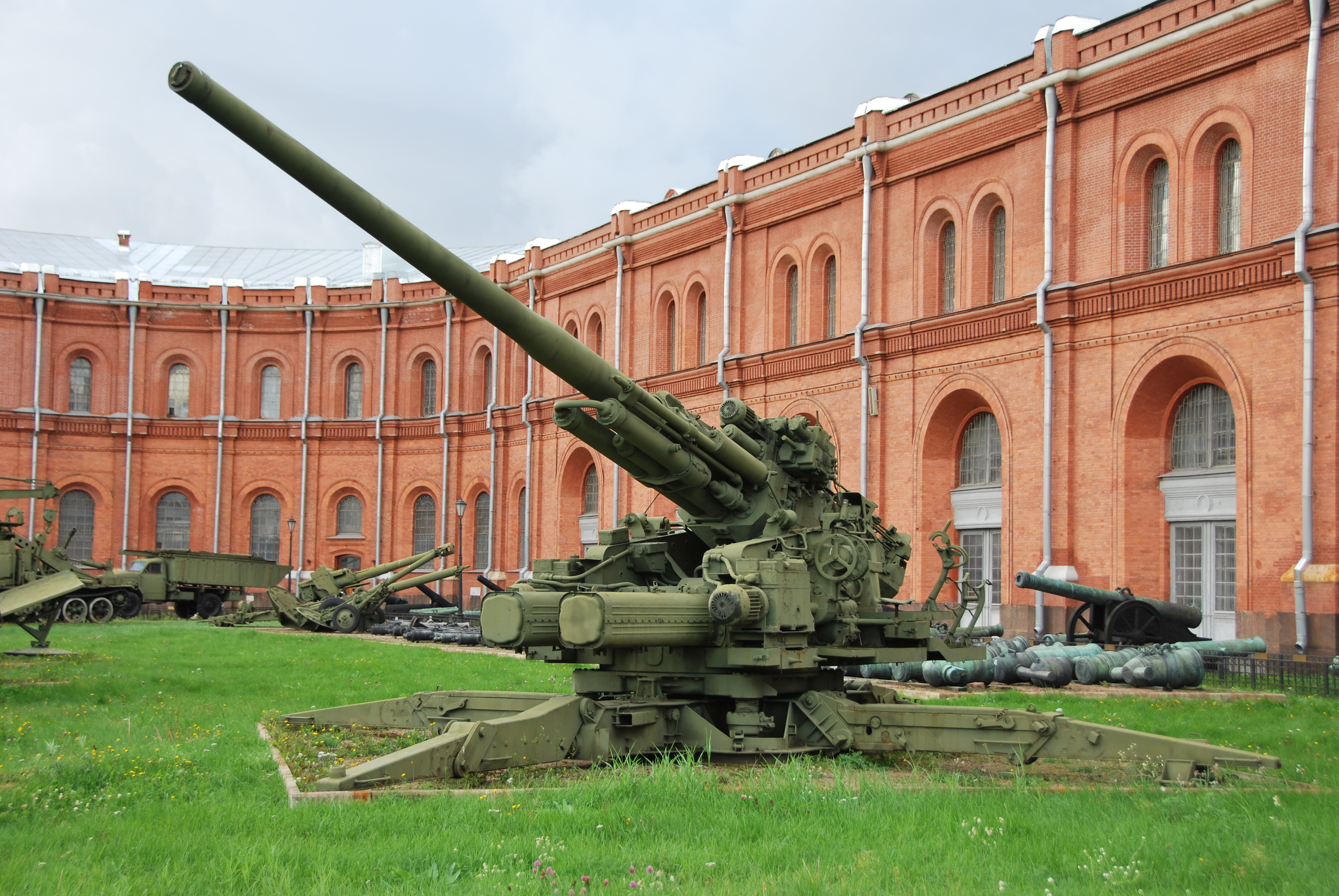
130-mm-Flugabwehrkanone KS-30 im Artilleriemuseum St. Petersburg

Flugabwehrkanonen dienen der Sicherung von Bodentruppen, Schiffen, strategischen Objekten wie Industrieanlagen vor Luftangriffen.

## Erster Weltkrieg
Im Ersten Weltkrieg wurden die ersten reinen Flugabwehrgeschütze entwickelt. Viel häufiger war es jedoch, dass herkömmliche Feldgeschütze und Maschinengewehre zur Luftverteidigung herangezogen wurden. Frühe Flugabwehrkanonen wurden auch Ballonabwehrkanonen genannt. Die Benennung der Waffen beinhalten oft die Angabe des Kalibers und das Längenverhältnis Kaliberlänge.

### Deutsches Reich
1. Becker-Kanone
2. 3,7-cm-Sockel-Flak L/14,5
3. 7,7-cm leichte Kraftwagen-Flak L/27 M1914
4. 8-cm-Kraftwagen-Zugflak L/45[2]
5. 8,8-cm-Schnelladekanone L/45
6. 8,8-cm-Flak 16

### Großbritannien
1. 13-Pfünder-Flak

### Russisches Reich
1. 76-mm-Lenders Flugabwehrkanone M1914/15

## Zweiter Weltkrieg

### Deutsches Reich
1. 2-cm-Flak 28/29
2. 2-cm-Flak 30
3. 2-cm-Flak 38
4. 2-cm-Gebirgs-Flak 38
5. 2-cm-Flak-Vierling 38
6. 2-cm-Flak-Vierling 38/43
7. 2-cm-Fla-Drillings-MG 151/20
8. 3-cm-Flak 103/38
9. 3-cm-Flakzwilling 303
10. 3,7-cm-Schnelladekanone C/30
11. 3,7-cm-Flak 18
12. 3,7-cm-Flak 36 und 37
13. 3,7-cm-Flak M42
14. 3,7-cm-Flak 43
15. 3,7-cm-Flak-Zwilling 43
16. 4-cm-Flak 28
17. 5-cm-Flak 41
18. 8,8-cm-Flak 18/36/37
19. 8,8-cm-Flak 41
20. 10,5-cm-Flak 38 und 39
21. 12,8-cm-Flak 40
22. 12,8-cm-Flak-Zwilling 40

Von der Wehrmacht wurden etliche der Flugabwehrkanonen anderer Länder als Beutewaffe genutzt. Eine Übersicht von dieser Geschütze aus den Kennblättern fremden Geräts findet sich in der:
- Liste von Flugabwehrkanonen gemäß den Kennblättern fremden Geräts D 50/4

### Großbritannien
1. Ordnance QF 76-mm-Flak
2. 94-mm-Flak Mk 1
3. Ordnance QF 4.5 inch gun Mk II
4. QF 2-Pfünder-Marinegeschütz

### USA
1. 37-mm-M1A2
2. 76-mm-M3
3. 90-mm-Gun M1

### Sowjetunion
1. Automatische 25-mm-Flugabwehrkanone M1940 (72-K)
2. Automatische 37-mm-Flugabwehrkanone M1939 (61-K)
3. 76-mm-Flugabwehrkanone M1931 (3-K)
4. 76-mm-Flugabwehrkanone M1938 (3-K)
5. 85-mm-Flugabwehrkanone M1939 (52-K)

### Frankreich
1. Mitrailleuse de 25 mm contre-aéroplanes
2. Canon de 75 antiaérien mle 1913-1917
3. Canon de 75 contre avion Schneider

### Italien
1. Cannone da 20/65 M35 Breda (Breda Model 35)
2. Cannone da 20/77 M41 Scotti (2-cm-Flak Scotti)
3. Cannone-mitragliera da 37/54 (Breda)
4. Cannone da 75/46 modello 34
5. Cannone da 90/53

### Polen
1. Polsten 20-mm-Flak
2. 40-mm-Armata wz.36
3. 75-mm-Armata wz. 1897/14/17
4. 75-mm-Armata wz.1922/124
5. 75-mm-Armata wz.36/37
6. 88-mm-Armata wz.1916

### Schweden
1. 40-mm-Bofors-Geschütz
2. 75-mm-Bofors Modell 29

### Tschechoslowakei
1. 7,5 cm kanon PL vz. 37 (7,5-cm-Flak M37(t), Cannone da 75/49 oder 75/50)
2. 8 cm kanon PL vz. 37 (7,65-cm-Flak M37(t))
3. 8,35 cm kanon PL vz. 22 (8,35-cm-Flak 22(t))
4. 9 cm kanon PL vz. 12/20 (9-cm-Flak M12(t))

### Japan
Sortiert nach Erscheinungsjahr.
1. Typ 3 8-cm-Flugabwehrkanone
2. Typ 10 12-cm-Flugabwehrkanone
3. Typ 11 7,5-cm-Flugabwehrkanone
4. Typ 14 10-cm-Flugabwehrkanone
5. Typ 88 7,5-cm-Flugabwehrkanone
6. Typ 89 12,7-cm-Flugabwehrkanone
7. Typ Vi 40-mm-Maschinenkanone
8. Typ 93 13,2-mm-Schweres-Maschinengewehr
9. Typ 96 25-mm-Maschinenkanone
10. Typ 98 20-mm-Maschinenkanone
11. Typ 98 10-cm-Flugabwehrkanone
12. Typ 99 8,8-cm-Flugabwehrkanone
13. Typ 1 Rh-Typ 37-mm-Maschinenkanone
14. Typ 2 20-mm-Maschinenkanone
15. 20-mm-Zwillingsmaschinenkanone
16. Typ 3 12-cm-Flugabwehrkanone
17. Typ 4 7,5-cm-Flugabwehrkanone
18. Typ 4 20-mm-Maschinenkanone
19. Typ 5 15-cm-Flugabwehrkanone
20. Typ 5 40-mm-Maschinenkanone

## Nachkriegszeit
In der Nachkriegszeit wurde mehr Augenmerk auf die Entwicklung mobiler Fla-Geschütze sowie auf Raketensysteme gelegt. Daher sank die Entwicklung stationärer Kanonensysteme stark ab. Einzelne Systeme sind sowohl mobil, auf gepanzerten Fahrzeugen, als auch als stationäre Geschütze nutzbar. 

### Deutschland
1. Hispano-Suiza 820 L/85, von Rheinmetall in Lizenz gefertigt, Bundeswehrbezeichnung MK 20-1
2. Rh 202, Nachfolger der MK 20-1
3. Rheinmetall KDG-Revolverkanone
4. 40-mm-Bofors-Geschütz
5. MANTIS (Flugabwehrsystem) bis 2023

### Frankreich
1. 20-mm-Tarasque

### Schweiz
1. 20-mm-Oerlikon-Kanone
2. Oerlikon GAI-BO1
3. Oerlikon GAI-CO 1
4. Oerlikon GDF-001
5. Oerlikon 35-mm-Zwillingskanone
6. GDF-CO3

### Sowjetunion/GUS
1. SU-23
2. Automatische 57-mm-Flugabwehrkanone S-60
3. 100-mm-Flugabwehrkanone KS-19
4. 130-mm-Flugabwehrkanone KS-30
5. 2M-3
6. AK-230

### Großbritannien
1. QF 4-inch-Schiffsgeschütz Mk XVI

### Griechenland
1. Artemis (Geschütz)

### Italien
1. 40-mm-Breda L/70

### USA
1. M167 Vulkan

### Schweden
1. 40-mm-Flak Bofors L/70

### Israel
1. TCM-20